# Günther Haensch
Günther Haensch (* 22. April 1923 in München; † 10. Mai 2018 in Stadtbergen) war ein deutscher Romanist, Sprachwissenschaftler, Dolmetscher und Lexikograf.

## Leben und Werk
Haensch machte 1941 in München Abitur und war für den Rest des Krieges, zuerst im Reichsarbeitsdienst, ab 1942 in der Wehrmacht, Dolmetscher und Sprachlehrer für Französisch (überwiegend im besetzten Frankreich). Er erlebte das Kriegsende in der Schweiz und studierte ab 1945 am Dolmetscherinstitut der Universität Genf (1946 und 1947 Diplome als Übersetzer, Dolmetscher und Konferenzdolmetscher für Deutsch, Französisch, Englisch und Spanisch). Danach studierte er Romanistik an den Universitäten Barcelona (UB) und München (LMU) und wurde dort 1954 (bei Gerhard Rohlfs) promoviert mit der Dissertation Beiträge zur Kenntnis der aragonesisch-katalanischen Sprachgrenze im Pyrenäengebiet (Mundarten der oberen Ribagorza).
Ab 1952 war Haensch als Mitbegründer stellvertretender Direktor des Sprachen- und Dolmetscher-Instituts München (von 1967 bis 1969 Direktor), gleichzeitig erster Chefdolmetscher der Hohen Behörde der Europäischen Gemeinschaft für Kohle und Stahl (EGKS) und freiberuflicher Dolmetscher auf zahlreichen internationalen Konferenzen (u. a. für Konrad Adenauer, Robert Schuman und Alcide De Gasperi). 1967 habilitierte er sich an der LMU mit der Schrift Die französischen Argots der Gegenwart und besetzte von 1968 bis 1973 den Lehrstuhl für Romanische Sprachen und Auslandskunde an der Wirtschafts- und sozialwissenschaftlichen Fakultät der Universität Erlangen-Nürnberg in Nürnberg (gleichzeitig Gründungsleiter des Sprachenzentrums der Universität). Von 1973 bis 1991 war er Professor für Angewandte Sprachwissenschaft (Romanistik) der Universität Augsburg (Nachfolger: Reinhold Otto Werner) und Leiter des Sprachenzentrums der Universität.
Haensch war ab 1956 langjähriger Mitherausgeber der Zeitschrift Lebende Sprachen und von 1967 bis 1971 Vorsitzender des Deutschen Hispanistenverbands. Er war korrespondierendes Mitglied zahlreicher Akademien in Spanien und Südamerika, sowie Träger der Orden Isabel la Católica (Komturkreuz 1973) und Bundesverdienstkreuz am Bande (1980), ferner renommierter spanischer Wissenschaftspreise.

## Werke (Auswahl)

### Wörterbücher
- (mit Heinz Müller) Langenscheidts Handwörterbuch Spanisch. Teil I. Spanisch-Deutsch. Langenscheidt, Berlin 1965 (zahlreiche Auflagen).
- (mit Reinhold Otto Werner) Nuevo diccionario de colombianismos. Santafé de Bogotá, Instituto Caro y Cuervo, 1993.
- (mit Reinhold Otto Werner) Nuevo diccionario de argentinismos. Santafé de Bogotá, Instituto Caro y Cuervo, 1993.
- (mit Reinhold Otto Werner) Nuevo diccionario de uruguayismos. Santafé de Bogotá, Instituto Caro y Cuervo, 1993.
- (mit anderen) Diccionario del español de Cuba. Gredos, Madrid 2000.
- (mit anderen) Diccionario del español de Argentina. Gredos, Madrid 2000.

### Weitere Werke (Auswahl)
- (mit Jean Marot) Le franc̦ais tel qu'on le parle. Hueber, München 1962.
- (mit anderen) España contemporánea. Hueber, München 1966, 1975.
- (mit Annette Lallemand-Rietkötter) Wortbildungslehre des modernen Französisch. Hueber, München 1972.
- (mit Reinhold Otto Werner, Stefan Ettinger und Lothar Wolf) La Lexicografía. De la lingüística teórica a la lexicografía práctica. Gredos, Madrid 1982.
- (mit Paul Fischer) Kleines Frankreich-Lexikon. Wissenswertes über Land und Leute. Beck, München 1984. 3. Auflage 1994.
- Los diccionarios del español en el umbral del siglo XXI. Ediciones Universidad de Salamanca, Salamanca 1997, 2004.